# Croton lachnocladus
Croton lachnocladus là một loài thực vật có hoa trong họ Đại kích. Loài này được Mart. ex Müll.Arg. mô tả khoa học đầu tiên năm 1873.